# Валдемар I (Дания)
Валдемар I Велики (на немски: Waldemar I der Große; на датски: Valdemar I den Store; * 14 януари 1131, Шлезвиг; † 12 май 1182, Вордингборг) от фамилията Естридсон, е крал на Дания от 1157 до 1182 г.

## Биография
Той е син на Кнуд Лавард (1096 – 1131), херцог на Дания, и съпругата му Ингебурга от Киев († сл. 1137), дъщеря на велик княз Харолд (Мстислас II) от Киев (1076 – 1132) и Кристина Шведска († 1122), дъщеря на крал Инге I от Швеция († 1112) и Кристина. Внук е на крал Ерик от Дания († 1103).
Валдемар е роден една седмица след убийството на баща му от крал Магнус от Швеция. Сестра му Кристина (* ок. 1118) е омъжена през 1133 г. за Магнус 'Слепия', крал на Норвегия († 1139).
Валдемар I умира на 12 май 1182 г. на 51 години и е погребан в църквата „Св. Мария“ (днес „Св. Бендт“) в Рингстед в Шеланд.

## Фамилия
Валдемар I се жени през 1157 за София от Минск (* сл. 1139 /ок. 1141, Новгород; † 5 май 1198), дъщеря на княз Владимир III от Минск и Хродна († сл. 1139) и Рикиса от Полша († 1155), дъщеря на Болеслав III Кривоусти. Те имат децата:
- Рихеза Датска († 8 май 1220), омъжена 1210 г. за крал Ерик X от Швеция († 10 април 1216)
- Хелен Датска († 22 ноември 1233), омъжена юли 1202 г. херцог Вилхелм фон Люнебург (* 11 април 1184; † 12 декември 1213)
- София Датска (* 1159; † 1208), омъжена сл. 1181 г. в Шлезвиг за граф Зигфрид III фон Ваймар-Орламюнде († 1206)
- Кнут VI (IV) Датски (* ок. 1162; † 12 ноември 1202), от 1170 г. крал на Дания, женен февруари 1177 г. за Гертруда Саксонска (* ок. 1155; † 1 юни 1197), няма деца
- Валдемар II Датски, „Победителят“ (* 9 май 1170; † 28 март 1241), крал на Дания (1202 – 1241), женен I. за Хелена Гутормсдотер († сл. 1211), II. 1205 г. в Любек за Маркета (Дагмар) († 24 май 1212), III. на 18 май или 24 май 1214 г. за Беренгария Португалска (* ок.1194; † 27 март 1221)
- Ингеборг Датска (* ок. 1175; † 29 юли 1236), омъжена на 14 август 1193 г. катедралата „Нотр Дам“ за френския крал Филип II Августус (* 21 август 1165; † 14 юли 1223)
- Маргарета Датска (* ок. 1167; † ок. 1205), ок. 1188 г. монахиня в манастир „Св. Мария“, Роскиле
- Мария Датска (* ок. 1165)), ок. 1188 г. монахиня в манастир „Св. Мария“, Роскиле

Той има с любовницата му Тове един извънбрачен син:
- Кристоф (* ок. 1150; † 1173), херцог на Шлезвиг/Южна Ютландия (1167 – 1173) (dux Iuciae)

Вдовицата му София от Минск се омъжва втори път ок. 1187 г. за пфалцграф Лудвиг III от Тюрингия († 1190).